# Santa Rosa, Taxco de Alarcón
Santa Rosa är en ort i Mexiko.   Den ligger i kommunen Taxco de Alarcón och delstaten Guerrero, i den södra delen av landet, 110 km sydväst om huvudstaden Mexico City. Santa Rosa ligger 1 414 meter över havet och antalet invånare är 425.
Terrängen runt Santa Rosa är kuperad österut, men västerut är den bergig. Santa Rosa ligger nere i en dal. Runt Santa Rosa är det ganska tätbefolkat, med 172 invånare per kvadratkilometer. Närmaste större samhälle är Taxco de Alarcón, 4,0 km nordost om Santa Rosa. I omgivningarna runt Santa Rosa växer huvudsakligen savannskog.